# Musa Hadid
Musa Farah Hadid (arab. موسى حديد; ur. w 1965 w Ramallah) – palestyński samorządowiec, od 2012 roku burmistrz Ramallah.     
Jest współprzewodniczącym Eurośródziemnomorskiego Zgromadzenia Samorządów Lokalnych i Regionalnych.     

## Życiorys
Podczas studiów był aktywnym uczestnikiem pierwszej intifady (tzw. wojny kamieni), za co w 1987 roku został aresztowany. Podczas pobytu w więzieniach stał się jedną z czołowych postaci opozycyjnych. W 1993 roku uzyskał tytuł inżyniera budownictwa na uniwersytecie w Bir Zajt. Po skończeniu studiów, przez następne 20 lat pracował w wyuczonym zawodzie.

### Kariera polityczna
W wyborach samorządowych w październiku 2012 roku kierował własnym ruchem politycznym Abnaa al-Balad, w ramach którego kandydował do rady miejskiej Ramallah. Według oficjalnych wyników ogłoszonych 22 października 2012 roku kierowana przez niego partia uzyskała 8 z 15 mandatów w radzie miasta, a on został przez radę wybrany burmistrzem Ramallah. W wyborach samorządowych w 2017 roku ponownie wszedł w skład rady miejskiej. 1 czerwca 2017 roku, podczas inauguracyjnej sesji, został wybrany burmistrzem na kolejną kadencję.
Od 2020 roku jest współprzewodniczącym Eurośródziemnomorskiego Zgromadzenia Samorządów Lokalnych i Regionalnych. 
Hadid jest przewodniczącym Palestyńskiej Federacji Samorządowców (arab. الاتحاد الفلسطيني للهيئات المحلية الفلسطينية), członkiem Funduszu Rozwoju Miejskiego (arab.  صندوق تطوير وإقراض البلديات), członkiem Rady Dyrektorów Muzeum Jasira Arafata oraz Muzeum Mahmuda Darwisza, członkiem Prezydenckiego Komitetu ds. Kościelnych (arab.  اللجنة الرئاسية العليا لمتابعة شؤون الكنائس في فلسطين), a także członkiem Prezydenckiego Komitetu ds. Pokoju (arab. لجنة رئاسية للسلم الأهلي).

## W kulturze
Hadid wystąpił w filmie dokumentalnym zatytułowanym Mayor, w reżyserii Davida Ositiego. Film, który miał premierę w 2020 roku opowiada o codziennym życiu Hadida jako burmistrza Ramallah.

## Życie prywatne
Musa Hadid deklaruje się jako chrześcijanin.